# 鞍馬山耳尺蛾
鞍馬山耳尺蛾（学名：Ramobia anmashana）为尺蛾科耳尺蛾屬下的一个种，是台灣的特有品種。